# آندرسون مارکز
آندرسون مارکز (به پرتغالی: Anderson Marques de Oliveira) مدافع اهل برزیل است که در شهر موگی داس کروزس و در تاریخ ۶ فوریهٔ ۱۹۸۳ به دنیا آمده‌است.
آندرسون مارکز در تیم‌های فوتبال Barueri سابقهٔ حضور دارد.